# Vesturbyggð
Vesturbyggð è un comune islandese della regione di Vestfirðir.